# Зоряна спадщина
«Зоряна спадщина» (англ. A Heritage of Stars) — науково-фантастичний роман Кліффорда Сімака, вперше опублікований 1977 року.

## Зміст
На Землі через техногенні катастрофи відбувся перехід до нетехнологічного суспільства. Люди почали жити племенами і винищувати роботів. З голів роботів складали піраміди в честь своїх перемог.
Племена були здебільшого кочовими, ворогували одне з одним та нападали на сталі поселення.
Одним зі сталих поселень був Університет Міннесоти. Потомки його працівників займались вирощуванням картоплі.
Головний герой Том Кашинг виріс на сімейній фермі, і після смерті своїх родичів прибився до поселення Університету.
Тут він навчився читати і знайшов у місцевій бібліотеці згадку про «місце, звідки люди полетіли до зірок».
Він вирішив знайти це місце.
Під час подорожі до нього приєдналися ворожка Мег, единий вцілілий робот Ролло та двоє мандрівників Езра та Елін.
Під час подорожі їм зустрічалися дивні істоти: рухомі камені, розумні дерева, літаючі змії.
Знайшовши потрібну долину, вони були допущені в неї охоронцями — розумними деревами.
В центрі долини було місто, вхід в яке їх заборонили.
Мег спробувала проникнути подумки за стіни міста, використовуючи голову робота, як магічну кулю.
Наступного дня їм дозволили відвідати місто.
В ньому знаходився єдиний робот «Древній і Поважний», який розповів історію цього місця.
В останні роки перед катастрофою, з Землі запускались не кораблі, а лише міжзоряні дрони-розвідники, ціллю яких було принесення знань.
Дрони повернулись із накопиченими знаннями вже після катастрофи і завантажили їх в сховище.
Але тепер немає справних приладів, щоб добратись до них.
Древній і Поважний відчув, що Мег з головою робота змогла це зробити.
Том вирішує здійснити мандрівку назад в Університет, щоб привести сюди технічних спеціалістів, а по дорозі набрати в племен їхніх ворожок та запаси голів роботів.